# Llista de topònims de Castellar del Vallès
Llista de topònims (noms propis de lloc) del municipi de Castellar del Vallès, al Vallès Occidental
Informació actualitzada per un bot. Els canvis manuals es perdran quan s'actualitzi!

## arbre singular
| imatge | Nom                               | Ubicat a             | instància de   | Detalls                                                               | coordenades                                                  | Protecció | Commons (més fotos)              | Dades a WD                    |
| ------ | --------------------------------- | -------------------- | -------------- | --------------------------------------------------------------------- | ------------------------------------------------------------ | --------- | -------------------------------- | ----------------------------- |
|        | alzina de l'Ermita de les Arenes  | Castellar del Vallès | arbre singular | Taxon: alzina (Quercus ilex) Ample: 16.5m Alt: 16.1m Perímetre: 2.93m | 41° 38′ 49″ N, 2° 03′ 13″ E / 41.646873°N,2.05355°E 398 msnm |           | Alzina de l'Ermita de les Arenes | Modifica les dades a Wikidata |
|        | pinassa de la Soleia de Matalonga | Castellar del Vallès | arbre singular | Taxon: Pinus nigra (Pinus nigra)                                      | 41° 38′ 44″ N, 2° 02′ 40″ E / 41.645682°N,2.044358°E         |           |                                  | Modifica les dades a Wikidata |

## cabana
| imatge | Nom                      | Ubicat a             | instància de | Detalls | coordenades                                                         | Protecció | Commons (més fotos) | Dades a WD                    |
| ------ | ------------------------ | -------------------- | ------------ | ------- | ------------------------------------------------------------------- | --------- | ------------------- | ----------------------------- |
|        | barraca del Botafoc      | Castellar del Vallès | cabana       |         | 41° 37′ 35″ N, 2° 05′ 22″ E / 41.626384907824°N,2.08933556683064°E  |           |                     | Modifica les dades a Wikidata |
|        | pallissa de Can Torrents | Castellar del Vallès | cabana       |         | 41° 35′ 30″ N, 2° 06′ 18″ E / 41.5917586337408°N,2.10503609480495°E |           |                     | Modifica les dades a Wikidata |

## carretera
| imatge | Nom     | Ubicat a                                                                                    | instància de | Detalls | coordenades                                       | Protecció | Commons (més fotos) | Dades a WD                    |
| ------ | ------- | ------------------------------------------------------------------------------------------- | ------------ | ------- | ------------------------------------------------- | --------- | ------------------- | ----------------------------- |
|        | B-124   | Sabadell Castellar del Vallès Sant Llorenç Savall Granera Mura Monistrol de Calders Calders | carretera    |         | 41° 33′ 07″ N, 2° 06′ 23″ E / 41.552°N,2.10625°E  |           |                     | Modifica les dades a Wikidata |
|        | BV-1249 | Castellar del Vallès                                                                        | carretera    |         | 41° 38′ 04″ N, 2° 04′ 00″ E / 41.6344°N,2.06665°E |           |                     | Modifica les dades a Wikidata |

## casa
| imatge | Nom                                                 | Ubicat a             | instància de | Detalls                                                        | coordenades                                                                                                 | Protecció                                  | Commons (més fotos)                                          | Dades a WD                    |
| ------ | --------------------------------------------------- | -------------------- | ------------ | -------------------------------------------------------------- | --- | ------------------------------------------ | ------------------------------------------------------------ | ----------------------------- |
|        | Cal Boter                                           | Castellar del Vallès | casa         | Estil: arquitectura modernista 1914                            | 41° 36′ 58″ N, 2° 05′ 14″ E / 41.616198°N,2.087195°E ca:Carrer Torras, 10                                   | bé cultural d'interès local                | Cal Boter (Castellar del Vallès)                             | Modifica les dades a Wikidata |
|        | Cal Jep de l'Oca                                    | Castellar del Vallès | casa         | Estil: arquitectura popular 17th century                       | 41° 37′ 03″ N, 2° 05′ 20″ E / 41.617635°N,2.088946°E ca:C. Caldes, 6-8 338 msnm                             | bé cultural d'interès local                | Cal Jep de l'Oca                                             | Modifica les dades a Wikidata |
|        | Cal Palurdo                                         | Castellar del Vallès | casa         | Arquitecte: Josep Graner i Prat Estil: arquitectura modernista | 41° 37′ 01″ N, 2° 05′ 28″ E / 41.616871°N,2.091222°E ca:Carretera de Sentmenat, 102                         |                                            |                                                              | Modifica les dades a Wikidata |
|        | Can Turuguet                                        | Castellar del Vallès | casa         | Estil: arquitectura modernista 1919                            | 41° 36′ 26″ N, 2° 05′ 03″ E / 41.607185°N,2.084122°E ca:Carrer Can Turuguet                                 | bé cultural d'interès local                |                                                              | Modifica les dades a Wikidata |
|        | Casa Blanquer                                       | Castellar del Vallès | casa         | Estil: arquitectura modernista 1910                            | 41° 37′ 02″ N, 2° 05′ 30″ E / 41.617144°N,2.091622°E ca:Carretera de Sentmenat, 110, Castellar del Vallès   | bé cultural d'interès local                | Casa Blanquer                                                | Modifica les dades a Wikidata |
|        | Casa Masaveu                                        | Castellar del Vallès | casa         | Estil: arquitectura popular 19th century                       | 41° 37′ 05″ N, 2° 05′ 13″ E / 41.617943°N,2.087055°E ca:General Boadella, 5 333 msnm                        | bé integrant del patrimoni cultural català | Casa Masaveu                                                 | Modifica les dades a Wikidata |
|        | Casa Ribas                                          | Castellar del Vallès | casa         |                                                                | 41° 37′ 05″ N, 2° 05′ 24″ E / 41.61808°N,2.089869°E                                                         |                                            |                                                              | Modifica les dades a Wikidata |
|        | Farmàcia Alguer                                     | Castellar del Vallès | casa         | Estil: arquitectura modernista 20th century                    | 41° 36′ 56″ N, 2° 05′ 11″ E / 41.61566°N,2.08651°E ca:Carrer Torras, 1 325 msnm                             | bé integrant del patrimoni cultural català | Farmàcia Alguer                                              | Modifica les dades a Wikidata |
|        | Habitatge a Can Barba                               | Castellar del Vallès | casa         | Estil: arquitectura eclèctica                                  | | bé integrant del patrimoni cultural català |                                                              | Modifica les dades a Wikidata |
|        | Habitatge a Sant Feliu del Racó                     | Castellar del Vallès | casa         | Estil: arquitectura eclèctica                                  | | bé integrant del patrimoni cultural català |                                                              | Modifica les dades a Wikidata |
|        | Habitatge unifamiliar a la carretera Sentmenat, 108 | Castellar del Vallès | casa         | Estil: noucentisme                                             | 41° 37′ 02″ N, 2° 05′ 29″ E / 41.6171°N,2.09149°E                                                           | bé cultural d'interès local                | Habitatge unifamiliar a la carretera Sentmenat, 108          | Modifica les dades a Wikidata |
|        | Mas Crupell                                         | Castellar del Vallès | casa         | Estil: arquitectura popular                                    | 41° 37′ 05″ N, 2° 05′ 19″ E / 41.61799°N,2.088539°E                                                         | bé integrant del patrimoni cultural català |                                                              | Modifica les dades a Wikidata |
|        | Torre Balada                                        | Castellar del Vallès | casa         | Estil: arquitectura eclèctica                                  | | bé integrant del patrimoni cultural català | Torre Balada                                                 | Modifica les dades a Wikidata |
|        | Torre Montlleó                                      | Castellar del Vallès | casa         | Estil: arquitectura eclèctica 20th century                     | 41° 37′ 03″ N, 2° 05′ 26″ E / 41.617483°N,2.090658°E ca:Caldes 54 / Racó                                    | bé integrant del patrimoni cultural català | Torre Montlleó                                               | Modifica les dades a Wikidata |
|        | Torre Sagalés                                       | Castellar del Vallès | casa         | Estil: arquitectura popular                                    | 41° 37′ 08″ N, 2° 05′ 13″ E / 41.618918°N,2.086903°E ca:Pl. del Mestre Gelonch, 2 340 msnm                  | bé integrant del patrimoni cultural català | Torre Sagalés                                                | Modifica les dades a Wikidata |
|        | Torre Turull                                        | Castellar del Vallès | casa         | Estil: arquitectura eclèctica                                  | 41° 35′ 08″ N, 2° 05′ 36″ E / 41.58547802958°N,2.09320981571035°E ca:Crtra. B-124, km 4,2 262 msnm          | bé cultural d'interès local                |                                                              | Modifica les dades a Wikidata |
|        | Villa Carmen                                        | Sant Feliu del Racó  | casa         | Estil: arquitectura modernista 1926                            | 41° 37′ 21″ N, 2° 04′ 07″ E / 41.6225°N,2.0686111111111°E ca:carrer Brutau, 6 - carretera de Castellar, 5-7 | bé cultural d'interès local                |                                                              | Modifica les dades a Wikidata |
|        | Villa Emília                                        | Castellar del Vallès | casa         | Estil: noucentisme                                             | | bé cultural d'interès local                |                                                              | Modifica les dades a Wikidata |
|        | casa Perich                                         | Castellar del Vallès | casa         | Estil: noucentisme 20th century                                | 41° 36′ 53″ N, 2° 05′ 08″ E / 41.6146164°N,2.0855712°E ca:Passeig, 35 319 msnm                              | bé integrant del patrimoni cultural català | Casa Perich                                                  | Modifica les dades a Wikidata |
|        | habitatge a la carretera de Sentmenat, 102-106      | Castellar del Vallès | casa         | Estil: arquitectura modernista                                 | 41° 37′ 01″ N, 2° 05′ 28″ E / 41.61691°N,2.09104°E ca:Carretera de Sentmenat, 102-106                       | bé cultural d'interès local                | Habitatge a la carretera de Sentmenat, 102-106               | Modifica les dades a Wikidata |
|        | habitatge al carrer Caldes, 17                      | Sant Feliu del Racó  | casa         | Estil: arquitectura popular                                    | 41° 37′ 03″ N, 2° 05′ 23″ E / 41.617558°N,2.089725°E                                                        | bé integrant del patrimoni cultural català |                                                              | Modifica les dades a Wikidata |
|        | habitatge al carrer Francesc Layret, 23             | Castellar del Vallès | casa         | Estil: arquitectura modernista Estat: enderrocat o destruït    | 41° 36′ 53″ N, 2° 05′ 04″ E / 41.614615°N,2.084582°E ca:Carrer Francesc Layret, 23                          | bé integrant del patrimoni cultural català |                                                              | Modifica les dades a Wikidata |
|        | habitatge al carrer Sant Jaume, 15                  | Castellar del Vallès | casa         | Estil: arquitectura eclèctica 19th century                     | 41° 36′ 49″ N, 2° 04′ 56″ E / 41.613493°N,2.082212°E ca:C. Sant Jaume, 15 308 msnm                          | bé integrant del patrimoni cultural català | Habitatge al carrer Sant Jaume, 15 (Castellar del Vallès)    | Modifica les dades a Wikidata |
|        | habitatge al carrer Torras, 3                       | Castellar del Vallès | casa         | Estil: arquitectura eclèctica 19th century                     | 41° 36′ 57″ N, 2° 05′ 11″ E / 41.615727°N,2.086524°E ca:C. Torras, 3 325 msnm                               | bé integrant del patrimoni cultural català | Habitatge al carrer Torras, 3 (Castellar del Vallès)         | Modifica les dades a Wikidata |
|        | habitatge de les Arenes 2                           | Castellar del Vallès | casa         | Estil: historicisme arquitectònic modernisme català            | 41° 38′ 50″ N, 2° 03′ 28″ E / 41.64714°N,2.05772°E ca:Carretera B-124, km 13,2                              | bé integrant del patrimoni cultural català |                                                              | Modifica les dades a Wikidata |
|        | habitatge de les Arenes-3                           | Castellar del Vallès | casa         | Estil: noucentisme arquitectura modernista                     | 41° 38′ 49″ N, 2° 03′ 28″ E / 41.64685°N,2.05775°E ca:Carretera B-124, km 13,2                              | bé integrant del patrimoni cultural català |                                                              | Modifica les dades a Wikidata |
|        | habitatges al carrer Mestre Ros, 6-12               | Castellar del Vallès | casa         | Estil: arquitectura eclèctica 20th century                     | 41° 36′ 53″ N, 2° 05′ 10″ E / 41.61467°N,2.086146°E ca:C. del Mestre Ros, 6-12 320 msnm                     | bé integrant del patrimoni cultural català | Habitatges al carrer Mestre Ros, 6-12 (Castellar del Vallès) | Modifica les dades a Wikidata |
|        | habitatges de les Arenes-1                          | Castellar del Vallès | casa         | Estil: arquitectura modernista                                 | 41° 38′ 47″ N, 2° 03′ 29″ E / 41.64638°N,2.05819°E ca:les Arenes, accés per carretera B-124, km 13,2        | bé integrant del patrimoni cultural català |                                                              | Modifica les dades a Wikidata |

## castell
| imatge | Nom                        | Ubicat a                       | instància de | Detalls                                               | coordenades                                                                                   | Protecció                                            | Commons (més fotos)        | Dades a WD                    |
| ------ | -------------------------- | ------------------------------ | ------------ | ----------------------------------------------------- | --------------------------------------------------------------------------------------------- | ---------------------------------------------------- | -------------------------- | ----------------------------- |
|        | Castell de Clasquerí       | Castellar del Vallès           | castell      | Estil: arquitectura gòtica historicisme arquitectònic | 41° 36′ 21″ N, 2° 04′ 29″ E / 41.6058°N,2.07472°E 286 msnm                                    | bé d'interès cultural bé cultural d'interès nacional | Castell de Clasquerí       | Modifica les dades a Wikidata |
|        | Castell de Puig de la Creu | Castellar del Vallès Sentmenat | castell      | Estil: arquitectura popular 16th century              | 41° 37′ 46″ N, 2° 06′ 04″ E / 41.629458°N,2.101135°E 668 msnm                                 | bé d'interès cultural bé cultural d'interès nacional | Castell de Puig de la Creu | Modifica les dades a Wikidata |
|        | Castell de Ribatallada     | Castellar del Vallès           | castell      | Estil: arquitectura popular 12nd century              | 41° 35′ 14″ N, 2° 03′ 57″ E / 41.58722222°N,2.06583333°E ca:Turó proper a Sant Julià d'Altura | bé d'interès cultural bé cultural d'interès nacional | Castell de Ribatallada     | Modifica les dades a Wikidata |

## cova
| imatge | Nom                         | Ubicat a             | instància de | Detalls            | coordenades                                                                      | Protecció | Commons (més fotos) | Dades a WD                    |
| ------ | --------------------------- | -------------------- | ------------ | ------------------ | -------------------------------------------------------------------------------- | --------- | ------------------- | ----------------------------- |
|        | cova de la Font de la Riera | Castellar del Vallès | cova         | Llarg: 12m Alt: 5m | 41° 37′ 36″ N, 2° 04′ 04″ E / 41.626666666666665°N,2.0677777777777777°E 335 msnm |           |                     | Modifica les dades a Wikidata |
|        | coves d'en Carner           | Castellar del Vallès | cova         | Llarg: 23m         | 41° 39′ 24″ N, 2° 03′ 08″ E / 41.656666666666666°N,2.0522222222222224°E 431 msnm |           |                     | Modifica les dades a Wikidata |

## curs d'aigua
| imatge | Nom                     | Ubicat a                                 | instància de | Detalls                                        | coordenades | Protecció | Commons (més fotos)     | Dades a WD                    |
| ------ | ----------------------- | ---------------------------------------- | ------------ | ---------------------------------------------- | --- | --------- | ----------------------- | ----------------------------- |
|        | Ripoll                  | Vallès Occidental                        | curs d'aigua | Desemboca: Besòs Llarg: 39.2km Conca: 243km²   | 41° 29′ 15″ N, 2° 11′ 32″ E / 41.4875°N,2.1922222222222°E 41° 42′ 47″ N, 2° 01′ 58″ E / 41.713045°N,2.032685°E 55 msnm |           | Ripoll River            | Modifica les dades a Wikidata |
|        | Torrent Mitger          | Castellar del Vallès                     | curs d'aigua | Desemboca: Ripoll Llarg: 5.3km                 | 41° 37′ 25″ N, 2° 02′ 20″ E / 41.623537°N,2.038769°E 41° 36′ 04″ N, 2° 04′ 35″ E / 41.601116°N,2.07635°E               |           |                         | Modifica les dades a Wikidata |
|        | riu Tort                | Castellar del Vallès Sabadell            | curs d'aigua | Desemboca: Ripoll Llarg: 8.1km                 | 41° 36′ 59″ N, 2° 06′ 13″ E / 41.616352°N,2.103607°E 41° 33′ 25″ N, 2° 06′ 58″ E / 41.55696°N,2.116066°E               |           | Riu Tort                | Modifica les dades a Wikidata |
|        | torrent de Botelles     | Terrassa Sabadell Castellar del Vallès   | curs d'aigua | Desemboca: torrent de Ribatallada Llarg: 2.2km | 41° 35′ 32″ N, 2° 02′ 42″ E / 41.592152°N,2.044979°E 41° 35′ 15″ N, 2° 03′ 58″ E / 41.587632°N,2.066014°E              |           |                         | Modifica les dades a Wikidata |
|        | torrent de Can Montllor | Castellar del Vallès Sentmenat           | curs d'aigua | Desemboca: riera de Sentmenat Llarg: 6.5km     | 41° 39′ 27″ N, 2° 05′ 50″ E / 41.65751°N,2.097239°E 41° 37′ 23″ N, 2° 07′ 24″ E / 41.62318°N,2.123395°E                |           | Torrent de Can Montllor | Modifica les dades a Wikidata |
|        | torrent de Colobrers    | Castellar del Vallès Sabadell            | curs d'aigua | Desemboca: Ripoll Llarg: 6km                   | 41° 36′ 57″ N, 2° 05′ 59″ E / 41.615713°N,2.099811°E 41° 34′ 28″ N, 2° 05′ 42″ E / 41.574522°N,2.095087°E              |           | Torrent de Colobrers    | Modifica les dades a Wikidata |
|        | torrent de Cosidor      | Castellar del Vallès Sentmenat           | curs d'aigua | Desemboca: riera de Sentmenat Llarg: 4.3km     | 41° 37′ 39″ N, 2° 06′ 07″ E / 41.627603°N,2.101948°E 41° 36′ 25″ N, 2° 08′ 04″ E / 41.606922°N,2.134517°E              |           |                         | Modifica les dades a Wikidata |
|        | torrent de Miralles     | Castellar del Vallès                     | curs d'aigua | Desemboca: Ripoll Llarg: 4.2km                 | 41° 36′ 24″ N, 2° 03′ 14″ E / 41.606736°N,2.053989°E 41° 35′ 11″ N, 2° 04′ 52″ E / 41.586395°N,2.081055°E              |           |                         | Modifica les dades a Wikidata |
|        | torrent de Ribatallada  | Castellar del Vallès Sabadell            | curs d'aigua | Desemboca: Ripoll Llarg: 1.4km                 | 41° 35′ 15″ N, 2° 03′ 58″ E / 41.587628°N,2.06598°E 41° 35′ 03″ N, 2° 04′ 44″ E / 41.584281°N,2.078829°E               |           | Torrent de Ribatallada  | Modifica les dades a Wikidata |
|        | torrent del Borrell     | Sant Llorenç Savall Castellar del Vallès | curs d'aigua | Desemboca: Ripoll                              | 41° 39′ 58″ N, 2° 01′ 41″ E / 41.666182°N,2.028068°E 41° 38′ 48″ N, 2° 03′ 20″ E / 41.646725°N,2.055608°E              |           |                         | Modifica les dades a Wikidata |
|        | torrent del Castelló    | Castellar del Vallès                     | curs d'aigua | Desemboca: Ripoll Llarg: 3.1km                 | 41° 39′ 38″ N, 2° 05′ 08″ E / 41.66061°N,2.085463°E 41° 39′ 08″ N, 2° 03′ 26″ E / 41.652298°N,2.057194°E               |           |                         | Modifica les dades a Wikidata |
|        | torrent del Ginebre     | Castellar del Vallès                     | curs d'aigua | Desemboca: Ripoll Llarg: 2.4km                 | 41° 38′ 10″ N, 2° 04′ 59″ E / 41.636249°N,2.083062°E 41° 37′ 09″ N, 2° 04′ 40″ E / 41.6192°N,2.077896°E                |           |                         | Modifica les dades a Wikidata |
|        | torrent del Guinard     | Matadepera Terrassa Castellar del Vallès | curs d'aigua | Desemboca: torrent de Ribatallada Llarg: 3.7km | 41° 36′ 41″ N, 2° 02′ 31″ E / 41.611472°N,2.041965°E 41° 35′ 15″ N, 2° 03′ 58″ E / 41.587628°N,2.065997°E              |           |                         | Modifica les dades a Wikidata |

## edifici
| imatge | Nom                                        | Ubicat a             | instància de        | Detalls                                                               | coordenades                                                                                      | Protecció                                  | Commons (més fotos)                                        | Dades a WD                    |
| ------ | ------------------------------------------ | -------------------- | ------------------- | --------------------------------------------------------------------- | ------------------------------------------------------------------------------------------------ | ------------------------------------------ | ---------------------------------------------------------- | ----------------------------- |
|        | Antic Ajuntament de Castellar del Vallès   | Castellar del Vallès | edifici             | Arquitecte: Emili Sala i Cortés Estil: arquitectura eclèctica 1902    | 41° 36′ 59″ N, 2° 05′ 10″ E / 41.616342°N,2.086138°E ca:C. Major, 74 328 msnm                    | bé cultural d'interès local                | Antic Ajuntament de Castellar del Vallès                   | Modifica les dades a Wikidata |
|        | Antic Col·legi dels Pares Escolapis        | Castellar del Vallès | edifici             | Estil: arquitectura eclèctica 20th century                            | 41° 36′ 47″ N, 2° 05′ 05″ E / 41.613085°N,2.084677°E ca:Passeig, 86-92 310 msnm                  | bé integrant del patrimoni cultural català | Antic Col·legi dels Pares Escolapis (Castellar del Vallès) | Modifica les dades a Wikidata |
|        | Antic Sindicat Agrícola Harmonia           | Castellar del Vallès | edifici             | Estil: modernisme català                                              | 41° 36′ 56″ N, 2° 05′ 16″ E / 41.615463°N,2.087841°E ca:carrer de Sala Boadella, 6               | bé integrant del patrimoni cultural català | Antic Sindicat Agrícola (Castellar del Vallès)             | Modifica les dades a Wikidata |
|        | Antiga seu de la Societat Coral La Llebre  | Castellar del Vallès | edifici             | Estil: arquitectura eclèctica 20th century                            | 41° 36′ 57″ N, 2° 05′ 12″ E / 41.615793°N,2.086711°E ca:C. Torras, 4 325 msnm                    | bé cultural d'interès local                | Antiga seu de la Societat Coral La Llebre                  | Modifica les dades a Wikidata |
|        | Barraca i canalització de Can Borrell      | Castellar del Vallès | edifici             | Estil: arquitectura popular                                           |                                                                                                  | bé integrant del patrimoni cultural català |                                                            | Modifica les dades a Wikidata |
|        | Botiga Anastasi Miralles                   | Castellar del Vallès | edifici             | Estil: arquitectura modernista                                        | 41° 36′ 56″ N, 2° 05′ 13″ E / 41.615693°N,2.087066°E ca:Carretera de Sentmenat, 20               | bé cultural d'interès local                | Botiga Anastasi Miralles                                   | Modifica les dades a Wikidata |
|        | Botiga Bernadet                            | Castellar del Vallès | edifici             | Estil: arquitectura modernista 20th century                           | 41° 37′ 04″ N, 2° 05′ 13″ E / 41.617674°N,2.086826°E ca:Carrer Major, 6 333 msnm                 | bé integrant del patrimoni cultural català | Botiga Bernadet                                            | Modifica les dades a Wikidata |
|        | Cal Botafoc                                | Castellar del Vallès | edifici             |                                                                       | 41° 37′ 10″ N, 2° 05′ 15″ E / 41.6195608622792°N,2.08748704672857°E                              |                                            |                                                            | Modifica les dades a Wikidata |
|        | Cal Calissó                                | Castellar del Vallès | edifici             |                                                                       | 41° 36′ 57″ N, 2° 05′ 08″ E / 41.6157°N,2.08549°E                                                | bé cultural d'interès local                | Cal Calissó                                                | Modifica les dades a Wikidata |
|        | Calissó Espai Plural                       | Castellar del Vallès | edifici             | Arquitecte: Emili Sala i Cortés Estil: arquitectura eclèctica 1897    | 41° 36′ 56″ N, 2° 05′ 08″ E / 41.615648°N,2.085478°E ca:C. Major, 65 321 msnm                    | bé cultural d'interès local                | Jutjat de Pau de Castellar del Vallès                      | Modifica les dades a Wikidata |
|        | Conjunt de cases del Passeig, del 40 al 62 | Castellar del Vallès | edifici             |                                                                       | 41° 36′ 49″ N, 2° 05′ 06″ E / 41.6137°N,2.08499°E                                                |                                            | Conjunt de cases del Passeig, del 40 al 62                 | Modifica les dades a Wikidata |
|        | Escola Taller Cal Botafoc                  | Castellar del Vallès | edifici             | Estil: arquitectura modernista 20th century                           | 41° 37′ 09″ N, 2° 05′ 12″ E / 41.619135°N,2.086647°E ca:Baixada del Palau, 1 341 msnm            | bé integrant del patrimoni cultural català | Escola Taller Cal Botafoc                                  | Modifica les dades a Wikidata |
|        | Escoles del Patronat Tolrà                 | Castellar del Vallès | edifici             | Arquitecte: Emili Sala i Cortés Estil: arquitectura eclèctica         | 41° 37′ 01″ N, 2° 05′ 21″ E / 41.616841°N,2.089112°E                                             | bé cultural d'interès local                | Escoles Dominiques (Castellar del Vallès)                  | Modifica les dades a Wikidata |
|        | Rajoleria de Can Cadafalc                  | Castellar del Vallès | edifici             |                                                                       |                                                                                                  | bé integrant del patrimoni cultural català |                                                            | Modifica les dades a Wikidata |
|        | Refugi del Pla de la Bruguera              | Castellar del Vallès | edifici             |                                                                       |                                                                                                  | bé integrant del patrimoni cultural català |                                                            | Modifica les dades a Wikidata |
|        | Reixa dels Horts del Jardiner              | Castellar del Vallès | edifici             | Estil: arquitectura eclèctica                                         |                                                                                                  | bé integrant del patrimoni cultural català |                                                            | Modifica les dades a Wikidata |
|        | Resclosa del riu Ripoll                    | Castellar del Vallès | edifici             | Estil: arquitectura popular                                           |                                                                                                  | bé integrant del patrimoni cultural català |                                                            | Modifica les dades a Wikidata |
|        | el Rieral                                  | Castellar del Vallès | edifici             | Estil: arquitectura popular                                           | 41° 35′ 16″ N, 2° 04′ 53″ E / 41.587654°N,2.081253°E                                             | bé integrant del patrimoni cultural català |                                                            | Modifica les dades a Wikidata |
|        | la Serra                                   | Castellar del Vallès | edifici Ús: fàbrica | Estil: arquitectura popular 19th century Estat: enderrocat o destruït | 41° 36′ 52″ N, 2° 05′ 12″ E / 41.614402°N,2.086684°E ca:C. Anselm Clavé - c. Mestre Ros 320 msnm | bé integrant del patrimoni cultural català | La Serra (Castellar del Vallès)                            | Modifica les dades a Wikidata |
|        | molí d'en Pinyot                           | Castellar del Vallès | edifici fàbrica     |                                                                       | 41° 37′ 30″ N, 2° 04′ 19″ E / 41.625072°N,2.071853°E                                             |                                            |                                                            | Modifica les dades a Wikidata |

## entitat singular de població
| imatge | Nom                        | Ubicat a             | instància de                                                                   | Detalls   | coordenades                                                                  | Protecció | Commons (més fotos) | Dades a WD                    |
| ------ | -------------------------- | -------------------- | ------------------------------------------------------------------------------ | --------- | ---------------------------------------------------------------------------- | --------- | ------------------- | ----------------------------- |
|        | Aire-sol                   | Castellar del Vallès | entitat singular de població                                                   | 1024 hab  | 41° 37′ 48″ N, 2° 04′ 32″ E / 41.629904514597°N,2.0756777116348°E 393 msnm   |           |                     | Modifica les dades a Wikidata |
|        | Can Font i Ca n'Avellaneda | Castellar del Vallès | entitat singular de població                                                   | 1257 hab  | 41° 35′ 40″ N, 2° 03′ 58″ E / 41.59438512°N,2.06624549°E 294 msnm            |           |                     | Modifica les dades a Wikidata |
|        | Castellar del Vallès       | Castellar del Vallès | entitat singular de població capital municipal ens local històric de Catalunya | 20463 hab | 41° 37′ 00″ N, 2° 05′ 00″ E / 41.61667°N,2.08333°E 332 msnm                  |           |                     | Modifica les dades a Wikidata |
|        | Polígons industrials       | Castellar del Vallès | entitat singular de població                                                   | 49 hab    | 41° 36′ 25″ N, 2° 05′ 31″ E / 41.60685518°N,2.091986638°E 298 msnm           |           |                     | Modifica les dades a Wikidata |
|        | Sant Feliu del Racó        | Castellar del Vallès | entitat singular de població                                                   | 1322 hab  | 41° 37′ 23″ N, 2° 04′ 03″ E / 41.62307778°N,2.067575°E 350 msnm              |           | Sant Feliu del Racó | Modifica les dades a Wikidata |
|        | el Balcó de Sant Llorenç   | Castellar del Vallès | entitat singular de població                                                   | 754 hab   | 41° 38′ 18″ N, 2° 04′ 40″ E / 41.6382082723523°N,2.07766664430614°E 562 msnm |           |                     | Modifica les dades a Wikidata |
|        | els Fruiters i la Virreina | Castellar del Vallès | entitat singular de població                                                   | 420 hab   | 41° 37′ 03″ N, 2° 05′ 55″ E / 41.61744946°N,2.09863332°E 362 msnm            |           |                     | Modifica les dades a Wikidata |
|        | les Arenes                 | Castellar del Vallès | entitat singular de població                                                   | 12 hab    | 41° 38′ 52″ N, 2° 03′ 27″ E / 41.647770168184°N,2.0574097342903°E 398 msnm   |           |                     | Modifica les dades a Wikidata |

## església
| imatge | Nom                                              | Ubicat a                       | instància de                 | Detalls                                          | coordenades                                                                                           | Protecció                                  | Commons (més fotos)                                            | Dades a WD                    |
| ------ | ------------------------------------------------ | ------------------------------ | ---------------------------- | ------------------------------------------------ | --- | ------------------------------------------ | -------------------------------------------------------------- | ----------------------------- |
|        | Mare de Déu de les Arenes                        | Castellar del Vallès           | església                     | Estil: arquitectura romànica                     | 41° 38′ 49″ N, 2° 03′ 13″ E / 41.646963°N,2.053484°E                                                  | bé cultural d'interès local                | Capella de la Mare de Déu de les Arenes                        | Modifica les dades a Wikidata |
|        | Sant Esteve de Castellar Vell                    | Castellar del Vallès           | església                     | Estil: arquitectura romànica arquitectura gòtica | 41° 36′ 09″ N, 2° 04′ 21″ E / 41.602508°N,2.072573°E                                                  | bé integrant del patrimoni cultural català | Sant Esteve de Castellar Vell                                  | Modifica les dades a Wikidata |
|        | Sant Esteve de Castellar del Vallès              | Castellar del Vallès           | església església parroquial | Estil: historicisme arquitectònic                | 41° 37′ 04″ N, 2° 05′ 09″ E / 41.6179°N,2.08587°E 328.8 msnm                                          | bé cultural d'interès local                | Sant Esteve de Castellar del Vallès                            | Modifica les dades a Wikidata |
|        | Sant Pere d’Ullastre                             | Castellar del Vallès           | església                     | Estil: arquitectura romànica 12nd century        | 41° 36′ 02″ N, 2° 06′ 00″ E / 41.600654°N,2.099868°E ca:Ctra. B-124, km 6,2                           | bé cultural d'interès local                | Sant Pere d'Ullastre                                           | Modifica les dades a Wikidata |
|        | Santa Maria del Puig de la Creu                  | Castellar del Vallès Sentmenat | església                     | Estil: arquitectura romànica                     | 41° 37′ 46″ N, 2° 06′ 04″ E / 41.62942°N,2.10101°E 664 msnm                                           | bé cultural d'interès local                | Santa Maria del Puig de la Creu                                | Modifica les dades a Wikidata |
|        | capella de Santa Bàrbara de Castellar del Vallès | Castellar del Vallès           | església                     | Estil: gòtic català                              | 41° 36′ 19″ N, 2° 04′ 30″ E / 41.60529°N,2.075071°E ca:Castell de Clasquerí 280 msnm                  | bé cultural d'interès nacional             | Capella de Santa Bàrbara de Castellar del Vallès               | Modifica les dades a Wikidata |
|        | capella de la Mare de Déu de Montserrat          | Castellar del Vallès           | església capella             | Estil: historicisme arquitectònic                | 41° 36′ 48″ N, 2° 05′ 04″ E / 41.6134°N,2.08442°E ca:Doctor Pujol, 5                                  | bé cultural d'interès local                | Capella de la Mare de Déu de Montserrat (Castellar del Vallès) | Modifica les dades a Wikidata |
|        | església de Sant Feliu del Racó                  | Castellar del Vallès           | església església parroquial | Estil: arquitectura romànica                     | 41° 37′ 26″ N, 2° 04′ 05″ E / 41.623804°N,2.068023°E ca:Plaça de l'Església, s/n. Sant Feliu del Racó | bé cultural d'interès local                | Església de Sant Feliu del Racó                                | Modifica les dades a Wikidata |

## font
| imatge | Nom                                 | Ubicat a             | instància de | Detalls                                                  | coordenades                                          | Protecció                                  | Commons (més fotos)                           | Dades a WD                    |
| ------ | ----------------------------------- | -------------------- | ------------ | -------------------------------------------------------- | ---------------------------------------------------- | ------------------------------------------ | --------------------------------------------- | ----------------------------- |
|        | Font pública                        | Castellar del Vallès | font         | Estil: arquitectura popular Estat: enderrocat o destruït | 41° 36′ 56″ N, 2° 05′ 11″ E / 41.615671°N,2.086508°E | bé integrant del patrimoni cultural català | Font del carrer Torras (Castellar del Vallès) | Modifica les dades a Wikidata |
|        | font de la plaça del Mestre Gelonch | Castellar del Vallès | font         | Estil: arquitectura eclèctica                            | 41° 37′ 08″ N, 2° 05′ 14″ E / 41.619004°N,2.087313°E | bé integrant del patrimoni cultural català | Font de la plaça del Mestre Gelonch           | Modifica les dades a Wikidata |

## forn de calç
| imatge | Nom                                   | Ubicat a             | instància de | Detalls                     | coordenades | Protecció                                  | Commons (més fotos) | Dades a WD                    |
| ------ | ------------------------------------- | -------------------- | ------------ | --------------------------- | ----------- | ------------------------------------------ | ------------------- | ----------------------------- |
|        | Forn de Can Sallent                   | Castellar del Vallès | forn de calç | Estil: arquitectura popular |             | bé integrant del patrimoni cultural català |                     | Modifica les dades a Wikidata |
|        | Forn de calç del camí de Can Moragues | Castellar del Vallès | forn de calç | Estil: arquitectura popular |             | bé integrant del patrimoni cultural català |                     | Modifica les dades a Wikidata |

## jaciment arqueològic
| imatge | Nom                              | Ubicat a             | instància de                    | Detalls | coordenades                                                            | Protecció                                  | Commons (més fotos) | Dades a WD                    |
| ------ | -------------------------------- | -------------------- | ------------------------------- | ------- | ---------------------------------------------------------------------- | ------------------------------------------ | ------------------- | ----------------------------- |
|        | Pla de la Bruguera-Magatzem Sony | Castellar del Vallès | jaciment arqueològic necròpolis |         | 41° 36′ 15″ N, 2° 05′ 20″ E / 41.604075°N,2.088931°E 206 msnm          | bé integrant del patrimoni cultural català |                     | Modifica les dades a Wikidata |
|        | la Malesa                        | Castellar del Vallès | jaciment arqueològic            |         | 41° 37′ 05″ N, 2° 04′ 33″ E / 41.6181°N,2.07583°E                      | bé integrant del patrimoni cultural català |                     | Modifica les dades a Wikidata |
|        | la Vinya del Regalat             | Castellar del Vallès | jaciment arqueològic            |         | 41° 36′ 01″ N, 2° 06′ 06″ E / 41.600411077150085°N,2.101637585469789°E | bé integrant del patrimoni cultural català |                     | Modifica les dades a Wikidata |

## masia
| imatge | Nom                      | Ubicat a             | instància de | Detalls                                                             | coordenades                                                                                                 | Protecció                                  | Commons (més fotos)                  | Dades a WD                    |
| ------ | ------------------------ | -------------------- | ------------ | ------------------------------------------------------------------- | --- | ------------------------------------------ | ------------------------------------ | ----------------------------- |
|        | Ca n'Ametller            | Castellar del Vallès | masia        | Estil: arquitectura popular                                         | 41° 36′ 13″ N, 2° 06′ 37″ E / 41.6036°N,2.11027°E ca:Camí de Castellar a la Salut                           | bé integrant del patrimoni cultural català | Ca n'Ametller (castellar del Vallès) | Modifica les dades a Wikidata |
|        | Ca n'Avellaneda          | Castellar del Vallès | masia        |                                                                     | 41° 35′ 38″ N, 2° 03′ 56″ E / 41.5938933837941°N,2.06542338120188°E                                         |                                            |                                      | Modifica les dades a Wikidata |
|        | Ca n'Oliver              | Castellar del Vallès | masia        |                                                                     | 41° 36′ 20″ N, 2° 04′ 52″ E / 41.6055678586667°N,2.0812158632975°E                                          |                                            |                                      | Modifica les dades a Wikidata |
|        | Cal Joan Coix            | Castellar del Vallès | masia        |                                                                     | 41° 37′ 57″ N, 2° 03′ 56″ E / 41.6323721199961°N,2.06545603174504°E                                         |                                            |                                      | Modifica les dades a Wikidata |
|        | Cal Manyosa              | Castellar del Vallès | masia        |                                                                     | 41° 37′ 53″ N, 2° 03′ 48″ E / 41.6314908322825°N,2.06341581842835°E                                         |                                            |                                      | Modifica les dades a Wikidata |
|        | Cal Petasques            | Castellar del Vallès | masia        |                                                                     | 41° 37′ 12″ N, 2° 05′ 29″ E / 41.620121002197266°N,2.0912840366363525°E ca:Puig de la Creu, 60              |                                            |                                      | Modifica les dades a Wikidata |
|        | Can Bages                | Castellar del Vallès | masia        | Estil: arquitectura popular                                         | 41° 35′ 04″ N, 2° 05′ 15″ E / 41.58453°N,2.08763°E ca:Crtra. B-124, Km 5 - polígon Can Carner               | bé integrant del patrimoni cultural català |                                      | Modifica les dades a Wikidata |
|        | Can Balada               | Castellar del Vallès | masia        | Estil: arquitectura popular                                         | 41° 37′ 03″ N, 2° 05′ 28″ E / 41.61745°N,2.09106°E                                                          | bé integrant del patrimoni cultural català |                                      | Modifica les dades a Wikidata |
|        | Can Barba                | Castellar del Vallès | masia        |                                                                     | 41° 36′ 50″ N, 2° 04′ 54″ E / 41.6138038649468°N,2.08165109107288°E                                         |                                            |                                      | Modifica les dades a Wikidata |
|        | Can Bogunyà              | Castellar del Vallès | masia        |                                                                     | 41° 37′ 02″ N, 2° 05′ 37″ E / 41.61725616455078°N,2.093691110610962°E ca:Bogunyà, 7                         |                                            |                                      | Modifica les dades a Wikidata |
|        | Can Borrell              | Castellar del Vallès | masia        | Estil: modernisme català                                            | 41° 37′ 29″ N, 2° 04′ 34″ E / 41.6248022587043°N,2.07611711561953°E                                         | bé cultural d'interès local                |                                      | Modifica les dades a Wikidata |
|        | Can Busqueta             | Castellar del Vallès | masia        | Estil: arquitectura popular                                         | 41° 37′ 25″ N, 2° 04′ 02″ E / 41.62373°N,2.06715°E                                                          | bé integrant del patrimoni cultural català |                                      | Modifica les dades a Wikidata |
|        | Can Cadafalch            | Castellar del Vallès | masia        | Estil: arquitectura popular                                         | 41° 39′ 14″ N, 2° 05′ 17″ E / 41.65401°N,2.088027°E                                                         | bé cultural d'interès local                | Can Cadafalch (Castellar del Vallès) | Modifica les dades a Wikidata |
|        | Can Canyelles            | Castellar del Vallès | masia        | Estil: arquitectura popular                                         | 41° 37′ 57″ N, 2° 05′ 19″ E / 41.632517°N,2.088737°E                                                        | bé cultural d'interès local                |                                      | Modifica les dades a Wikidata |
|        | Can Carner               | Castellar del Vallès | masia        | Estil: arquitectura popular                                         | 41° 36′ 12″ N, 2° 04′ 58″ E / 41.603427°N,2.082802°E                                                        | bé integrant del patrimoni cultural català | Can Carner (Castellar del Vallès)    | Modifica les dades a Wikidata |
|        | Can Casamada             | Castellar del Vallès | masia        | Estil: arquitectura popular                                         | 41° 35′ 59″ N, 2° 06′ 14″ E / 41.599835°N,2.103818°E                                                        | bé cultural d'interès local                | Can Casamada (Castellar del Vallès)  | Modifica les dades a Wikidata |
|        | Can Faixero              | Castellar del Vallès | masia        |                                                                     | 41° 35′ 43″ N, 2° 06′ 59″ E / 41.5951699072921°N,2.11636383161083°E                                         |                                            |                                      | Modifica les dades a Wikidata |
|        | Can Jan                  | Castellar del Vallès | masia        |                                                                     | 41° 35′ 59″ N, 2° 03′ 48″ E / 41.5996503775859°N,2.06338438344027°E                                         |                                            |                                      | Modifica les dades a Wikidata |
|        | Can Juliana              | Castellar del Vallès | masia        | Estil: arquitectura popular                                         | 41° 37′ 11″ N, 2° 04′ 16″ E / 41.6196°N,2.07112°E ca:Crtra. BV 1249 , km 2                                  | bé cultural d'interès local                | Can Juliana (Castellar del Vallès)   | Modifica les dades a Wikidata |
|        | Can Messeguer            | Castellar del Vallès | masia        | Estil: arquitectura popular                                         | 41° 35′ 24″ N, 2° 04′ 43″ E / 41.58996°N,2.07852°E                                                          | bé integrant del patrimoni cultural català | Can Messeguer (Castellar del Vallès) | Modifica les dades a Wikidata |
|        | Can Pèlags               | Castellar del Vallès | masia        | Estil: arquitectura popular                                         | 41° 36′ 40″ N, 2° 04′ 41″ E / 41.610983°N,2.078042°E ca:Crtra. C-1415a, km 26,5                             | bé cultural d'interès local                |                                      | Modifica les dades a Wikidata |
|        | Can Quer                 | Castellar del Vallès | masia        |                                                                     | 41° 36′ 08″ N, 2° 07′ 01″ E / 41.60214°N,2.11684°E                                                          | bé integrant del patrimoni cultural català |                                      | Modifica les dades a Wikidata |
|        | Can Riera                | Castellar del Vallès | masia        | Estil: arquitectura popular                                         | 41° 36′ 32″ N, 2° 04′ 32″ E / 41.609014°N,2.07549°E ca:Crtra. 1415a, km 26,500                              | bé cultural d'interès local                |                                      | Modifica les dades a Wikidata |
|        | Can Sallent              | Castellar del Vallès | masia        | Estil: arquitectura popular                                         | 41° 36′ 10″ N, 2° 04′ 03″ E / 41.602772°N,2.067422°E ca:Crtra. 1415a, km 3,4                                | bé cultural d'interès local                |                                      | Modifica les dades a Wikidata |
|        | Can Santpere             | Castellar del Vallès | masia        |                                                                     | 41° 36′ 04″ N, 2° 05′ 58″ E / 41.6010833861738°N,2.09956730812815°E                                         |                                            |                                      | Modifica les dades a Wikidata |
|        | Can Torrella             | Castellar del Vallès | masia        | Estil: arquitectura popular                                         | 41° 35′ 57″ N, 2° 04′ 01″ E / 41.599262°N,2.066933°E                                                        | bé integrant del patrimoni cultural català |                                      | Modifica les dades a Wikidata |
|        | Can Torrents             | Castellar del Vallès | masia        | Estil: arquitectura popular                                         | 41° 35′ 27″ N, 2° 06′ 29″ E / 41.59094°N,2.10795°E ca:Des del camí de Togores                               | bé integrant del patrimoni cultural català |                                      | Modifica les dades a Wikidata |
|        | Can Turell               | Castellar del Vallès | masia        | Estil: arquitectura modernista                                      | 41° 38′ 00″ N, 2° 03′ 57″ E / 41.633385°N,2.065942°E ca:Carretera de Prats B-124, km 11                     | bé integrant del patrimoni cultural català | Can Turell                           | Modifica les dades a Wikidata |
|        | Can l'Illa               | Castellar del Vallès | masia        | Estil: arquitectura popular                                         | 41° 38′ 42″ N, 2° 03′ 19″ E / 41.644948°N,2.055267°E                                                        | bé integrant del patrimoni cultural català | Can l'Illa                           | Modifica les dades a Wikidata |
|        | Casalot de l'Uit         | Castellar del Vallès | masia        |                                                                     | 41° 38′ 29″ N, 2° 04′ 46″ E / 41.6413129441627°N,2.07956756100107°E                                         |                                            |                                      | Modifica les dades a Wikidata |
|        | Casalot del Carner       | Castellar del Vallès | masia        |                                                                     | 41° 38′ 20″ N, 2° 03′ 53″ E / 41.6388513910267°N,2.0647380663074°E                                          |                                            |                                      | Modifica les dades a Wikidata |
|        | Caseta de Can Riera      | Castellar del Vallès | masia        |                                                                     | 41° 36′ 41″ N, 2° 04′ 22″ E / 41.6113007363747°N,2.07278127903504°E                                         |                                            |                                      | Modifica les dades a Wikidata |
|        | Finca del Saló           | Castellar del Vallès | masia        |                                                                     | 41° 36′ 13″ N, 2° 06′ 03″ E / 41.6036247350555°N,2.10088801640269°E                                         |                                            |                                      | Modifica les dades a Wikidata |
|        | Mas Humbert              | Castellar del Vallès | masia        | Estil: arquitectura popular                                         | 41° 37′ 27″ N, 2° 04′ 10″ E / 41.624129°N,2.069372°E                                                        | bé cultural d'interès local                |                                      | Modifica les dades a Wikidata |
|        | Mas Olivet               | Castellar del Vallès | masia        | Estil: arquitectura popular                                         | 41° 37′ 48″ N, 2° 04′ 00″ E / 41.630025°N,2.066639°E                                                        | bé integrant del patrimoni cultural català | Mas Olivet (Castellar del Vallès)    | Modifica les dades a Wikidata |
|        | Mas Pinetó               | Castellar del Vallès | masia        |                                                                     | 41° 38′ 04″ N, 2° 03′ 28″ E / 41.6345063776575°N,2.05768128339187°E 354 msnm                                |                                            | Mas Pinetó                           | Modifica les dades a Wikidata |
|        | Masia de Puigvert        | Castellar del Vallès | masia        | Estil: arquitectura popular                                         | 41° 36′ 44″ N, 2° 05′ 43″ E / 41.612125°N,2.095139°E                                                        | bé integrant del patrimoni cultural català |                                      | Modifica les dades a Wikidata |
|        | Masia del Castell        | Castellar del Vallès | masia        |                                                                     | 41° 36′ 23″ N, 2° 04′ 29″ E / 41.6063232421875°N,2.0747580528259277°E ca:Al costat del castell de Clasquerí |                                            |                                      | Modifica les dades a Wikidata |
|        | Puigverd                 | Castellar del Vallès | masia        |                                                                     | 41° 36′ 43″ N, 2° 05′ 42″ E / 41.612045253801°N,2.0951356131475°E                                           |                                            |                                      | Modifica les dades a Wikidata |
|        | Ribatallada              | Castellar del Vallès | masia        | Estat: ruïnós                                                       | 41° 35′ 12″ N, 2° 03′ 57″ E / 41.5867098210893°N,2.06593489609972°E                                         |                                            |                                      | Modifica les dades a Wikidata |
|        | el Brunet                | Castellar del Vallès | masia        | Estil: arquitectura popular                                         | 41° 36′ 59″ N, 2° 04′ 55″ E / 41.616432°N,2.081866°E ca:Crtra. B-124, km 7,9                                | bé integrant del patrimoni cultural català | El Brunet                            | Modifica les dades a Wikidata |
|        | el Casalot de Can Torres | Castellar del Vallès | masia        |                                                                     | 41° 37′ 01″ N, 2° 02′ 40″ E / 41.6169854692072°N,2.04433718877785°E                                         |                                            |                                      | Modifica les dades a Wikidata |
|        | el Forn de Can Sallent   | Castellar del Vallès | masia        |                                                                     | 41° 36′ 50″ N, 2° 03′ 18″ E / 41.6138591075741°N,2.05512534390314°E                                         |                                            |                                      | Modifica les dades a Wikidata |
|        | el Forn de Can Santpere  | Castellar del Vallès | masia        |                                                                     | 41° 35′ 55″ N, 2° 05′ 50″ E / 41.5985978148874°N,2.09732196925648°E                                         |                                            |                                      | Modifica les dades a Wikidata |
|        | el Girbau                | Castellar del Vallès | masia        | Estil: arquitectura popular                                         | 41° 37′ 24″ N, 2° 02′ 02″ E / 41.6232°N,2.0338°E                                                            | bé integrant del patrimoni cultural català |                                      | Modifica les dades a Wikidata |
|        | el Mariner               | Castellar del Vallès | masia        |                                                                     | 41° 36′ 44″ N, 2° 06′ 21″ E / 41.6121297637°N,2.105936072225°E                                              |                                            |                                      | Modifica les dades a Wikidata |
|        | el Ranxo                 | Castellar del Vallès | masia casa   | Arquitecte: Eugenio Pedro Cendoya Oscoz Estil: arquitectura moderna | 41° 36′ 38″ N, 2° 04′ 42″ E / 41.6105708923396°N,2.07834848986773°E ca:Crtra. 1415a, km 25,6                |                                            |                                      | Modifica les dades a Wikidata |
|        | el Sabater Vell          | Castellar del Vallès | masia        |                                                                     | 41° 38′ 21″ N, 2° 03′ 22″ E / 41.6392492415902°N,2.05611132074031°E ca:Camí des de la crtra. B-124, km 12   |                                            |                                      | Modifica les dades a Wikidata |
|        | la Torrota               | Castellar del Vallès | masia        |                                                                     | 41° 39′ 40″ N, 2° 04′ 37″ E / 41.6611794247561°N,2.07693053180194°E                                         |                                            |                                      | Modifica les dades a Wikidata |

## molí d'aigua
| imatge | Nom                  | Ubicat a                                 | instància de | Detalls                                                | coordenades                                                                                               | Protecció                                  | Commons (més fotos) | Dades a WD                    |
| ------ | -------------------- | ---------------------------------------- | ------------ | ------------------------------------------------------ | --- | ------------------------------------------ | ------------------- | ----------------------------- |
|        | Molí d'en Barata     | Castellar del Vallès Sant Feliu del Racó | molí d'aigua | Estil: arquitectura popular 17th century Estat: ruïnós | 41° 37′ 44″ N, 2° 04′ 03″ E / 41.628841°N,2.067396°E 41° 37′ 45″ N, 2° 04′ 03″ E / 41.629127°N,2.067486°E | bé integrant del patrimoni cultural català |                     | Modifica les dades a Wikidata |
|        | Molí d'en Busquets   | Castellar del Vallès                     | molí d'aigua | Estil: arquitectura popular                            | 41° 35′ 50″ N, 2° 04′ 53″ E / 41.59712°N,2.08132°E                                                        | bé integrant del patrimoni cultural català |                     | Modifica les dades a Wikidata |
|        | Molí de Can Barba    | Castellar del Vallès                     | molí d'aigua | Estil: arquitectura popular                            | 41° 36′ 42″ N, 2° 04′ 49″ E / 41.611585°N,2.080294°E                                                      | bé integrant del patrimoni cultural català |                     | Modifica les dades a Wikidata |
|        | Molí de Fontscalents | Castellar del Vallès                     | molí d'aigua | Estil: arquitectura popular                            | 41° 37′ 11″ N, 2° 04′ 41″ E / 41.61964°N,2.07813°E                                                        | bé integrant del patrimoni cultural català |                     | Modifica les dades a Wikidata |
|        | Molí de la Barata    | Castellar del Vallès                     | molí d'aigua |                                                        | 41° 37′ 45″ N, 2° 04′ 03″ E / 41.6291102955555°N,2.06751999695082°E                                       |                                            |                     | Modifica les dades a Wikidata |
|        | molí del Boà         | Castellar del Vallès                     | molí d'aigua | Estil: arquitectura popular                            | | bé integrant del patrimoni cultural català |                     | Modifica les dades a Wikidata |

## molí de vent
| imatge | Nom                          | Ubicat a             | instància de | Detalls                     | coordenades                                                   | Protecció                                  | Commons (més fotos)          | Dades a WD                    |
| ------ | ---------------------------- | -------------------- | ------------ | --------------------------- | ------------------------------------------------------------- | ------------------------------------------ | ---------------------------- | ----------------------------- |
|        | Molí dels Horts del Jardiner | Castellar del Vallès | molí de vent | Estil: arquitectura popular | 41° 36′ 50″ N, 2° 05′ 09″ E / 41.613916°N,2.085784°E          | bé integrant del patrimoni cultural català | Molí dels Horts del Jardiner | Modifica les dades a Wikidata |
|        | molí del Rieral              | Castellar del Vallès | molí de vent |                             | 41° 35′ 16″ N, 2° 04′ 52″ E / 41.5877638889°N,2.08111111111°E |                                            |                              | Modifica les dades a Wikidata |

## muntanya
| imatge | Nom                    | Ubicat a                        | instància de | Detalls | coordenades                                                                       | Protecció | Commons (més fotos)                    | Dades a WD                    |
| ------ | ---------------------- | ------------------------------- | ------------ | ------- | --------------------------------------------------------------------------------- | --------- | -------------------------------------- | ----------------------------- |
|        | Mont-rodon             | Castellar del Vallès Matadepera | muntanya     |         | 41° 36′ 43″ N, 2° 02′ 34″ E / 41.61180556°N,2.04280556°E 618.4 msnm               |           | Mont-rodon (Castellar del Vallès)      | Modifica les dades a Wikidata |
|        | Puig Capçut            | Castellar del Vallès            | muntanya     |         | 41° 37′ 54″ N, 2° 04′ 46″ E / 41.6316°N,2.07944°E 552.7 msnm                      |           |                                        | Modifica les dades a Wikidata |
|        | Puig de la Creu        | Castellar del Vallès Sentmenat  | muntanya     |         | 41° 37′ 45″ N, 2° 06′ 04″ E / 41.6292076749°N,2.10122891326°E 668 msnm            |           | Puig de la Creu (Castellar del Vallès) | Modifica les dades a Wikidata |
|        | Serrat de Guardiola    | Castellar del Vallès            | muntanya     |         | 41° 39′ 01″ N, 2° 05′ 32″ E / 41.6504°N,2.09217°E 645.1 msnm                      |           |                                        | Modifica les dades a Wikidata |
|        | Turó Gentil            | Castellar del Vallès            | muntanya     |         | 41° 39′ 33″ N, 2° 05′ 20″ E / 41.65922222°N,2.08886111°E 608 msnm                 |           |                                        | Modifica les dades a Wikidata |
|        | Turó de Can Canyameres | Castellar del Vallès            | muntanya     |         | 41° 35′ 47″ N, 2° 06′ 44″ E / 41.5963°N,2.11225°E 320.8 msnm                      |           |                                        | Modifica les dades a Wikidata |
|        | Turó del Llop          | Castellar del Vallès            | muntanya     |         | 41° 36′ 14″ N, 2° 03′ 11″ E / 41.60383333°N,2.05319444°E 468.1 msnm               |           |                                        | Modifica les dades a Wikidata |
|        | Turó del Pi Gros       | Castellar del Vallès            | muntanya     |         | 41° 36′ 56″ N, 2° 06′ 39″ E / 41.61558333°N,2.11091667°E 330.5 msnm               |           |                                        | Modifica les dades a Wikidata |
|        | el Castelló            | Castellar del Vallès            | muntanya     |         | 41° 39′ 28″ N, 2° 04′ 01″ E / 41.6577°N,2.06703°E 579.9 msnm                      |           |                                        | Modifica les dades a Wikidata |
|        | el Muronell            | Castellar del Vallès            | muntanya     |         | 41° 38′ 01″ N, 2° 02′ 25″ E / 41.633602777777774°N,2.040363888888889°E 619.9 msnm |           |                                        | Modifica les dades a Wikidata |
|        | el Pujol               | Castellar del Vallès            | muntanya     |         | 41° 38′ 00″ N, 2° 02′ 58″ E / 41.63322222°N,2.04941667°E 560.7 msnm               |           |                                        | Modifica les dades a Wikidata |
|        | el Pujolet             | Castellar del Vallès            | muntanya     |         | 41° 37′ 46″ N, 2° 02′ 48″ E / 41.6295°N,2.04661°E 576.8 msnm                      |           |                                        | Modifica les dades a Wikidata |

## nucli de població
| imatge | Nom                                       | Ubicat a                                        | instància de                                                              | Detalls | coordenades                                                                  | Protecció | Commons (més fotos) | Dades a WD                    |
| ------ | ----------------------------------------- | ----------------------------------------------- | ------------------------------------------------------------------------- | ------- | ---------------------------------------------------------------------------- | --------- | ------------------- | ----------------------------- |
|        | Aire-sol A i B                            | Aire-sol Castellar del Vallès                   | nucli de població nucli d'entitat singular de població                    | 231 hab | 41° 37′ 18″ N, 2° 04′ 38″ E / 41.62178339°N,2.077128468°E 335 msnm           |           |                     | Modifica les dades a Wikidata |
|        | Aire-sol C                                | Aire-sol Castellar del Vallès                   | nucli de població nucli d'entitat singular de població                    | 366 hab | 41° 37′ 12″ N, 2° 04′ 55″ E / 41.62011734°N,2.081909627°E 340 msnm           |           |                     | Modifica les dades a Wikidata |
|        | Aire-sol D                                | Aire-sol Castellar del Vallès                   | nucli de població nucli d'entitat singular de població                    | 427 hab | 41° 37′ 40″ N, 2° 04′ 18″ E / 41.62787399°N,2.07179676°E 356 msnm            |           |                     | Modifica les dades a Wikidata |
|        | Ca n'Avellaneda                           | Castellar del Vallès Can Font i Ca n'Avellaneda | nucli de població nucli d'entitat singular de població                    | 667 hab | 41° 35′ 31″ N, 2° 04′ 00″ E / 41.592001714806°N,2.0666202028423°E 310 msnm   |           |                     | Modifica les dades a Wikidata |
|        | Cal Joan Coix                             | Sant Feliu del Racó Castellar del Vallès        | nucli de població nucli d'entitat singular de població                    | 22 hab  | 41° 37′ 55″ N, 2° 03′ 48″ E / 41.63184076°N,2.0634482°E 363 msnm             |           |                     | Modifica les dades a Wikidata |
|        | Can Font                                  | Castellar del Vallès Can Font i Ca n'Avellaneda | nucli de població nucli d'entitat singular de població                    | 587 hab | 41° 35′ 41″ N, 2° 04′ 00″ E / 41.594703521564°N,2.0665812761958°E 336 msnm   |           |                     | Modifica les dades a Wikidata |
|        | Polígon industrial Can Carner - Can Bages | Polígons industrials Castellar del Vallès       | nucli de població nucli d'entitat singular de població                    | 4 hab   | 41° 35′ 53″ N, 2° 05′ 04″ E / 41.59802089°N,2.084553381°E 280 msnm           |           |                     | Modifica les dades a Wikidata |
|        | Polígon industrial del Pla de la Bruguera | Polígons industrials Castellar del Vallès       | nucli de població nucli d'entitat singular de població polígon industrial | 0 hab   | 41° 35′ 57″ N, 2° 05′ 27″ E / 41.59930517°N,2.090780193°E 288 msnm           |           |                     | Modifica les dades a Wikidata |
|        | Residencial Can Carner                    | Castellar del Vallès                            | nucli de població nucli d'entitat singular de població                    | 680 hab | 41° 36′ 07″ N, 2° 04′ 57″ E / 41.6018950831164°N,2.08261197085878°E 288 msnm |           |                     | Modifica les dades a Wikidata |
|        | el Racó                                   | Castellar del Vallès Sant Feliu del Racó        | nucli de població nucli d'entitat singular de població                    | 766 hab | 41° 37′ 18″ N, 2° 03′ 11″ E / 41.621613505998°N,2.052989354393°E 554 msnm    |           |                     | Modifica les dades a Wikidata |
|        | els Fruiters                              | Castellar del Vallès els Fruiters i la Virreina | nucli de població nucli d'entitat singular de població                    | 287 hab | 41° 36′ 59″ N, 2° 05′ 56″ E / 41.6163817627474°N,2.09895845481289°E 362 msnm |           |                     | Modifica les dades a Wikidata |
|        | la Virreina                               | els Fruiters i la Virreina Castellar del Vallès | nucli de població nucli d'entitat singular de població                    | 59 hab  | 41° 37′ 10″ N, 2° 05′ 48″ E / 41.61935575°N,2.096609575°E 361 msnm           |           |                     | Modifica les dades a Wikidata |

## pedrera
| imatge | Nom                        | Ubicat a             | instància de | Detalls | coordenades                                                         | Protecció | Commons (més fotos) | Dades a WD                    |
| ------ | -------------------------- | -------------------- | ------------ | ------- | ------------------------------------------------------------------- | --------- | ------------------- | ----------------------------- |
|        | Pedrera de Can Borrell     | Castellar del Vallès | pedrera      |         | 41° 37′ 42″ N, 2° 04′ 32″ E / 41.6282020207701°N,2.07550434484205°E |           |                     | Modifica les dades a Wikidata |
|        | Pedrera de Can Sallent     | Castellar del Vallès | pedrera      |         | 41° 37′ 00″ N, 2° 02′ 56″ E / 41.6165279608133°N,2.04890498114808°E |           |                     | Modifica les dades a Wikidata |
|        | Pedrera del Cente          | Castellar del Vallès | pedrera      |         | 41° 37′ 39″ N, 2° 05′ 23″ E / 41.627370091271°N,2.08976587838342°E  |           |                     | Modifica les dades a Wikidata |
|        | Pedrera del Meima          | Castellar del Vallès | pedrera      |         | 41° 37′ 16″ N, 2° 05′ 38″ E / 41.6211146381704°N,2.09375502754199°E |           |                     | Modifica les dades a Wikidata |
|        | Pedrera del Sot de Goleres | Castellar del Vallès | pedrera      |         | 41° 37′ 30″ N, 2° 05′ 38″ E / 41.6248627976364°N,2.09390661453312°E |           |                     | Modifica les dades a Wikidata |
|        | Piedras y Derivados SA     | Castellar del Vallès | pedrera      |         | 41° 36′ 56″ N, 2° 03′ 13″ E / 41.6154681507876°N,2.05363754916755°E |           |                     | Modifica les dades a Wikidata |

## plaça
| imatge | Nom               | Ubicat a             | instància de | Detalls                         | coordenades                                                                                    | Protecció                                  | Commons (més fotos)                | Dades a WD                    |
| ------ | ----------------- | -------------------- | ------------ | ------------------------------- | ---------------------------------------------------------------------------------------------- | ------------------------------------------ | ---------------------------------- | ----------------------------- |
|        | Plaça Major       | Castellar del Vallès | plaça        | Estil: noucentisme 20th century | 41° 37′ 02″ N, 2° 05′ 14″ E / 41.617244279141765°N,2.087234784653536°E ca:Plaça Major 334 msnm | bé integrant del patrimoni cultural català | Plaça Major (Castellar del Vallès) | Modifica les dades a Wikidata |
|        | Plaça del Mirador | Castellar del Vallès | plaça        |                                 | 41° 36′ 58″ N, 2° 05′ 16″ E / 41.61624521060788°N,2.0877730747804746°E                         |                                            | Plaça del Mirador                  | Modifica les dades a Wikidata |

## polígon industrial
| imatge | Nom                                  | Ubicat a             | instància de       | Detalls | coordenades                                                         | Protecció | Commons (més fotos) | Dades a WD                    |
| ------ | ------------------------------------ | -------------------- | ------------------ | ------- | ------------------------------------------------------------------- | --------- | ------------------- | ----------------------------- |
|        | Polígon industrial Can Bages         | Castellar del Vallès | polígon industrial |         | 41° 35′ 11″ N, 2° 05′ 06″ E / 41.5863418006951°N,2.08513564054849°E |           |                     | Modifica les dades a Wikidata |
|        | Polígon industrial Can Carner        | Castellar del Vallès | polígon industrial |         | 41° 35′ 54″ N, 2° 05′ 21″ E / 41.5983714463635°N,2.08917754122225°E |           |                     | Modifica les dades a Wikidata |
|        | Polígon industrial Molí de Can Barba | Castellar del Vallès | polígon industrial |         | 41° 36′ 40″ N, 2° 04′ 49″ E / 41.6111364106329°N,2.08035673305545°E |           |                     | Modifica les dades a Wikidata |

## pont
| imatge | Nom                          | Ubicat a             | instància de | Detalls                                                   | coordenades                                                                                                   | Protecció                   | Commons (més fotos)              | Dades a WD                    |
| ------ | ---------------------------- | -------------------- | ------------ | --------------------------------------------------------- | --- | --------------------------- | -------------------------------- | ----------------------------- |
|        | Pont Vell                    | Castellar del Vallès | pont         | Estil: arquitectura popular 19th century Travessa: Ripoll | 41° 36′ 46″ N, 2° 04′ 43″ E / 41.612743°N,2.078576°E ca:Sobre el riu Ripoll, prop de la ctra. C-1415 274 msnm | bé cultural d'interès local | Pont Vell (Castellar del Vallès) | Modifica les dades a Wikidata |
|        | Pont de Can Turell           | Castellar del Vallès | pont         | Travessa: Ripoll                                          | 41° 37′ 58″ N, 2° 03′ 57″ E / 41.6326725396139°N,2.06584788144971°E                                           |                             |                                  | Modifica les dades a Wikidata |
|        | Pont de Colobrers            | Castellar del Vallès | pont         | Travessa: torrent de Colobrers                            | 41° 36′ 23″ N, 2° 05′ 42″ E / 41.6063980013485°N,2.09502908816775°E                                           |                             |                                  | Modifica les dades a Wikidata |
|        | Pont de Miralles             | Castellar del Vallès | pont         |                                                           | 41° 36′ 08″ N, 2° 03′ 38″ E / 41.6020946453701°N,2.06048102173705°E                                           |                             |                                  | Modifica les dades a Wikidata |
|        | Pont del Forn de Can Sallent | Castellar del Vallès | pont         |                                                           | 41° 36′ 31″ N, 2° 03′ 38″ E / 41.6086893478635°N,2.06066137069078°E                                           |                             |                                  | Modifica les dades a Wikidata |

## serra
| imatge | Nom                                   | Ubicat a                                                                      | instància de | Detalls | coordenades                                                         | Protecció             | Commons (més fotos)   | Dades a WD                    |
| ------ | ------------------------------------- | ----------------------------------------------------------------------------- | ------------ | ------- | ------------------------------------------------------------------- | --------------------- | --------------------- | ----------------------------- |
|        | Carena de Canyelles                   | Castellar del Vallès                                                          | serra        |         | 41° 37′ 44″ N, 2° 05′ 08″ E / 41.629°N,2.08561°E 513.8 msnm         |                       |                       | Modifica les dades a Wikidata |
|        | Carena del Castelló                   | Castellar del Vallès                                                          | serra        |         | 41° 39′ 41″ N, 2° 04′ 14″ E / 41.6613°N,2.07069°E 579.9 msnm        |                       |                       | Modifica les dades a Wikidata |
|        | Carener de les Roques d'Aguilar       | Castellar del Vallès                                                          | serra        |         | 41° 38′ 54″ N, 2° 04′ 45″ E / 41.64844444°N,2.07911111°E 624.4 msnm |                       |                       | Modifica les dades a Wikidata |
|        | El Serradell                          | Castellar del Vallès                                                          | serra        |         | 41° 38′ 35″ N, 2° 03′ 50″ E / 41.643°N,2.06383°E 608.9 msnm         |                       |                       | Modifica les dades a Wikidata |
|        | Sant Llorenç del Munt                 | Sant Llorenç Savall Mura Matadepera Vacarisses Castellar del Vallès Rellinars | serra        |         | 41° 38′ 38″ N, 2° 01′ 23″ E / 41.643778°N,2.023045°E                | bé d'interès cultural | Sant Llorenç del Munt | Modifica les dades a Wikidata |
|        | Serra de Pinós (Castellar del Vallès) | Castellar del Vallès                                                          | serra        |         | 41° 38′ 24″ N, 2° 04′ 57″ E / 41.64°N,2.0825°E 586.4 msnm           |                       |                       | Modifica les dades a Wikidata |
|        | serra de Can Palau                    | Castellar del Vallès                                                          | serra        |         | 41° 36′ 15″ N, 2° 07′ 11″ E / 41.60417222°N,2.11973889°E 343.6 msnm |                       |                       | Modifica les dades a Wikidata |
|        | serra de Sant Feliu                   | Castellar del Vallès                                                          | serra        |         | 41° 37′ 15″ N, 2° 03′ 29″ E / 41.62077778°N,2.05794444°E 556.5 msnm |                       |                       | Modifica les dades a Wikidata |
|        | serra del Ginestar                    | Sant Feliu de Llobregat Castellar del Vallès                                  | serra        |         | 41° 23′ 48″ N, 2° 03′ 56″ E / 41.3966°N,2.06556°E 277 msnm          |                       | Serra del Ginestar    | Modifica les dades a Wikidata |

## xemeneia de fàbrica
| imatge | Nom                             | Ubicat a             | instància de        | Detalls                                                    | coordenades                                                                              | Protecció                                  | Commons (més fotos)             | Dades a WD                    |
| ------ | ------------------------------- | -------------------- | ------------------- | ---------------------------------------------------------- | ---------------------------------------------------------------------------------------- | ------------------------------------------ | ------------------------------- | ----------------------------- |
|        | Xemeneia                        | Castellar del Vallès | xemeneia de fàbrica | Estil: arquitectura popular                                |                                                                                          | bé integrant del patrimoni cultural català |                                 | Modifica les dades a Wikidata |
|        | xemeneia al carrer Trias de Bes | Castellar del Vallès | xemeneia de fàbrica | Arquitecte: Josep Sala i Comas Estil: arquitectura popular | 41° 36′ 40″ N, 2° 04′ 53″ E / 41.611206°N,2.081479°E ca:C. Trias de Bes 303 msnm         | bé integrant del patrimoni cultural català | Xemeneia al carrer Trias de Bes | Modifica les dades a Wikidata |
|        | xemeneia de Can Barba           | Castellar del Vallès | xemeneia de fàbrica | Estil: arquitectura popular 19th century                   | 41° 36′ 47″ N, 2° 04′ 51″ E / 41.612925°N,2.080876°E ca:Final del c. Sant Jaume 305 msnm | bé cultural d'interès local                | Xemeneia de Can Barba           | Modifica les dades a Wikidata |

## Misc
| imatge | Nom                                                | Ubicat a             | instància de              | Detalls                                                                   | coordenades | Protecció                                  | Commons (més fotos)               | Dades a WD                    |
| ------ | -------------------------------------------------- | -------------------- | ------------------------- | ------------------------------------------------------------------------- | --- | ------------------------------------------ | --------------------------------- | ----------------------------- |
|        | Ateneu                                             | Castellar del Vallès | estructura arquitectònica |                                                                           | 41° 37′ 00″ N, 2° 05′ 12″ E / 41.616703033447266°N,2.0866940021514893°E ca:Major, 13                                             |                                            |                                   | Modifica les dades a Wikidata |
|        | Botigues del Carrer Major                          | Castellar del Vallès | conjunt urbà              | Estil: modernisme català                                                  | 41° 37′ 02″ N, 2° 05′ 13″ E / 41.61727142333984°N,2.086951971054077°E ca:Major                                                   |                                            |                                   | Modifica les dades a Wikidata |
|        | Escola Pública Emili Carles Tolrà                  | Castellar del Vallès | edifici escolar           | Estil: noucentisme 20th century                                           | 41° 36′ 50″ N, 2° 05′ 02″ E / 41.613934°N,2.083768°E ca:C. Metge Portabella 310 msnm                                             | bé integrant del patrimoni cultural català | Escola Pública Emili Carles Tolrà | Modifica les dades a Wikidata |
|        | Fontscalents                                       | Castellar del Vallès | indret                    |                                                                           | 41° 37′ 11″ N, 2° 04′ 41″ E / 41.619811°N,2.078181°E                                                                             |                                            |                                   | Modifica les dades a Wikidata |
|        | Granja del Sanç                                    | Castellar del Vallès | granja                    |                                                                           | 41° 36′ 27″ N, 2° 06′ 07″ E / 41.6074077965882°N,2.10204759837638°E                                                              |                                            |                                   | Modifica les dades a Wikidata |
|        | Habitatge a Can Barba                              | Castellar del Vallès | edifici residencial       | Estil: arquitectura eclèctica                                             | 41° 36′ 49″ N, 2° 04′ 45″ E / 41.61368942260742°N,2.079296112060547°E ca:Crtra. 1415a, km 26,85                                  |                                            |                                   | Modifica les dades a Wikidata |
|        | Palau Tolrà                                        | Castellar del Vallès | casa consistorial         | Estil: arquitectura eclèctica                                             | 41° 37′ 07″ N, 2° 05′ 16″ E / 41.6185°N,2.08778°E                                                                                | bé cultural d'interès local                | Casa Tolrà (Castellar del Vallès) | Modifica les dades a Wikidata |
|        | Parc de Bombers Voluntaris de Castellar del Vallès | Castellar del Vallès | parc de bombers           |                                                                           | 41° 35′ 47″ N, 2° 05′ 26″ E / 41.596393473751775°N,2.090616113458036°E es:Carrer del Berguedà, 39 (Pol. ind. Pla de la Bruguera) |                                            |                                   | Modifica les dades a Wikidata |
|        | Puig de la Creu                                    | Castellar del Vallès | vèrtex geodèsic           |                                                                           | 41° 37′ 45″ N, 2° 06′ 04″ E / 41.629223°N,2.101237°E 672.302 msnm                                                                |                                            |                                   | Modifica les dades a Wikidata |
|        | Rectoria                                           | Castellar del Vallès | rectoria                  | Estil: arquitectura eclèctica 19th century                                | 41° 37′ 05″ N, 2° 05′ 11″ E / 41.618014°N,2.086409°E ca:Pl. de l'Església, 16 332 msnm                                           | bé integrant del patrimoni cultural català | Rectoria (Castellar del Vallès)   | Modifica les dades a Wikidata |
|        | Safareigs de la Baixada del Palau                  | Castellar del Vallès | safareig                  | Estil: arquitectura popular                                               | | bé cultural d'interès local                |                                   | Modifica les dades a Wikidata |
|        | Stolperstein de Francesc Comellas Llinares         | Castellar del Vallès | Stolperstein              | Creador: Gunter Demnig 2017-01-27 Commemora: Francesc Comellas i Llinares | 41° 36′ 59″ N, 2° 05′ 17″ E / 41.616497°N,2.087935°E Plaça del Mirador                                                           |                                            |                                   | Modifica les dades a Wikidata |
|        | cementiri de Castellar del Vallès                  | Castellar del Vallès | cementiri                 | Estil: arquitectura modernista 20th century                               | 41° 36′ 58″ N, 2° 06′ 04″ E / 41.616009°N,2.101016°E ca:A llevant del poble 378 msnm                                             | bé integrant del patrimoni cultural català | Cementiri de Castellar del Vallès | Modifica les dades a Wikidata |
|        | edifici de la Caixa                                | Castellar del Vallès | edifici administratiu     | Estil: historicisme arquitectònic                                         | 41° 36′ 57″ N, 2° 05′ 09″ E / 41.61592102050781°N,2.085766077041626°E ca:Major, 59                                               |                                            |                                   | Modifica les dades a Wikidata |
|        | la Balena                                          | Castellar del Vallès | monument                  |                                                                           | 41° 36′ 44″ N, 2° 05′ 28″ E / 41.61227035522461°N,2.091154098510742°E ca:Plaça de Catalunya                                      |                                            |                                   | Modifica les dades a Wikidata |
|        | safareig de la Baixada de Cal Verge - Calissó      | Castellar del Vallès | edifici públic            | Estil: arquitectura eclèctica                                             | 41° 36′ 56″ N, 2° 05′ 07″ E / 41.61552429199219°N,2.0853419303894043°E ca:Major / Fàbregues                                      |                                            |                                   | Modifica les dades a Wikidata |